# 헤르만 궁켈
헤르만 궁켈(독일어: Hermann Gunkel, 1862년 5월 23일 – 1932년 3월 11일)은 독일의 구약학자로, 양식비평을 창시하였다. 또한 종교사학파의 대표적인 인물이기도 하다. 궁켈의 주요 저작은 『창세기』와 『시편』에 대한 주석이며, 그 관심은 기록된 문헌 이면의 구전 전승과 민속학적 요소에 집중되었다.

## 생애
궁켈은 하노버 왕국의 스프링게(Springe)에서 태어났으며, 아버지와 친조부는 모두 루터교 목사였다. 궁켈은 성장하여 괴팅겐 대학교와 기센 대학교에서 공부하였고, 이후 베를린과 할레 대학교에서도 교수로 재직하였다.
1888년 괴팅겐에서 신약성서학 연구를 시작했으나, 곧 프로이센 당국의 지시에 따라 할레(1889~1894)로 옮겨 타나크 연구에 전념하였다. 1894년부터 1907년까지 베를린에서 교수로 재직하며 여러 학제 간 교류를 활발히 진행하였다. 1895년에 발표한 『원시 시대의 창조와 혼돈 및 종말』에서는 창세기와 요한의 묵시록 12장의 상징을 비교하였고, 1901년에는 『창세기 번역과 해설』 초판을 내었다.
1907년 기센 대학교에서 정교수에 임용된 뒤, 1910년에 『창세기』 3판을, 1917년에 『예언서』를 출간하였다. 1920년 할레-비텐베르크 대학교로 옮긴 그는 1926년에 『시편 번역과 해설』을 발표하였으며, 『시편 입문』은 제자 요아힘 베그리히가 1933년에 완성하였다.
궁켈은 빌헬름 부제트와 함께 1903년부터 『구신약 성경의 종교와 문헌 연구』 시리즈를 창간하였고, 레오폴트 차르나크와 공동으로 1927년부터 1931년까지 펴낸 독일 종교백과사전 『역사와 현존 속의 종교』 2판에서는 100여 편의 논문을 집필하였다.

## 학문적
“궁켈이 개척한 방법이 이후 구약 연구에 끼친 영향은 과장하기 어려울 정도이다.”라는 어니스트 니콜슨의 평처럼, 궁켈은 성서 본문 이면의 전승사를 다루는 종교사학파를 대표하였다. 이 학파의 원년 멤버로는 알베르트 아이히혼, 빌헬름 부제트, 요하네스 바이스 등을 들 수 있다. 궁켈과 동료들은 히브리 성경을 형성한 구전 전승이 고대 근동의 다른 종교들과 긴밀히 연결되어 있다고 보았다. 특히 1901~1910년에 걸쳐 출간한 『창세기 주석』 3판에서 그는 새로운 비평 방법인 양식비평(Formgeschichte)을 제시하였다. 양식비평은 본문에 나타난 문학 장르를 분석하여 그것이 생성된 사회·역사적 상황, 즉 '삶의 자리'(Sitz im Leben)를 파악하는 방법으로, 19세기의 자료비평이 양식·어휘·신학 등을 통해 전거들을 분리해 냈다면, 양식비평은 보다 작은 단위의 구전 자료를 식별하여 저자들이 어떤 소재를 활용했는지를 되짚게 해 주었다. 이 방법은 실용성이 높아 20세기 독일과 유럽 전역에 큰 영향을 끼쳤으며, 게르하르트 폰 라트나 마르틴 노트 같은 학자들이 이를 발전시켰다.